# Eric Sheffer Stevens
Eric Sheffer Stevens, geborener Stevens (* 19. Juni 1972 in Sacramento, Kalifornien) ist ein amerikanischer Schauspieler. Er ist vor allem durch seine Rolle als Dr. Reid Oliver in der amerikanischen Seifenoper Jung und Leidenschaftlich – Wie das Leben so spielt (As The World Turns) bekannt.

## Leben
Sheffer Stevens wurde am 19. Juni 1972 in Sacramento, Kalifornien geboren. Seine Familie zog nach Chicago, später nach Delaware und schließlich nach Connecticut, wo er eine weiterführende Schule besuchte. Er studierte Literatur am Wheaton College in Illinois. Während seiner Studien dort begann er sich für Theater zu interessieren. Er zog nach New York City und trat in Produktionen im Village und der Lower East Side auf. Er beendete seine Abschlussarbeit während er seine schauspielerischen Fähigkeiten auf dem der renommierten Alabama Shakespeare Festival verbesserte. Sheffer Stevens ging nach New York City zurück, um seine Karriere zu verfolgen. Er heiratete die Schauspielerin Jenny Sheffer Stevens.
Bekannt geworden ist Stevens durch seine Rolle als Dr. Reid Oliver in der amerikanischen Seifenoper As The World Turns. Zum ersten Mal erschien er als der arrogante, bissige Neurologe am 19. Januar 2010. Seine Figur ist vor allem mit der Hauptfigur Luke Snyder (Van Hansis) verbunden. Beide Figuren haben eine romantische Beziehung. Seinen letzten Tag hatte Dr. Reid Oliver am 7. September 2010, als er getötet wurde, während er das Leben eines Kollegen zu retten versuchte. Shaffer verkörperte Peter im US-Remake Silent House, welches eine Neuverfilmung des uruguayischen Horror-Filmes La Casa Muda ist.

## Projekte
Um aus etwas Tragischem (dem Tod von Stevens’ Figur Dr. Reid Oliver in der Serie As The World Turns) etwas Gutes entstehen zu lassen, spenden Erics Fans aus aller Welt zurzeit Geld für die medizinische Hilfsorganisation Ärzte ohne Grenzen. Das Ziel, 15.000 Dollar bis zum 17. September 2010, dem letzten Tag der Seifenoper As The World Turns zusammenzubekommen, wurde bereits am 7. September 2010 mit 15.085 Dollar überboten. Die Zielsumme der Spendenaktion Doctors Without Borders - ESS wurde daraufhin auf 20.000 Dollar erhöht. Die Aktion endet am 19. August 2011. Die Idee, Geld für Ärzte ohne Grenzen zu sammeln, kam von Eric Sheffer Stevens selbst. Als seine Fans ihm vorschlugen für einen guten Zweck Geld zu sammeln, schlug er diese Hilfsorganisation vor, welche er auch selbst unterstützt. Die bis zum letzten Tag der Sendung, dem 17. September 2010 22:30 Uhr, zusammengekommene Spendensumme beträgt $17,135.00. Verschiedene amerikanische Soap-Zeitschriften haben über die Aktion berichtet. Stand der Spendensumme am 12. Oktober 2010: $20,250.00.
Sheffer Stevens hat im September 2010 mit Freunden den Low-Budget-Film Lefty Loosey Righty Tighty gedreht. Er spielt einen kürzlich geschiedenen Universitätsprofessor, der davon überzeugt ist, dass er ein Verlierer ist und niemand ihn jemals wieder lieben wird.
Zurzeit wirbt das Produktionsteam um Gelder, um aus den über 300 Stunden Filmmaterial einen fertigen Film produzieren zu können. Beiträge werden dabei mit verschiedenen Belohnungen honoriert.

## Filmografie

### Film
- 2005: The Dig
- 2008: Dream Date
- 2008: Bittersweet
- 2009: Greta
- 2009: Julie & Julia
- 2010: Multiple Sarcasms
- 2010: Lefty Loosey Righty Tighty

### Fernsehen
- One Life to Live – Gene Pavarro (day player)
- Amy Coyne – Jack Hansen (2006)
- Numb3rs – Mind Games – Mitglied des Suchteams (2006)
- Law & Order – Magnet – M.E. Laraby (2006)
- Invasion – Round Up – National Guard Driver (2006)
- Law & Order: Criminal Intent – Depths – Tom Chilly Chilton (2007)
- Untitled Barry Sonnenfeld TV Pilot – Robert Randall (2008)
- Law & Order – Excalibur - Frank Beezley (2008)
- As the World Turns – Dr. Reid Oliver (19. Januar 2010 bis 7. September 2010)
- The Big C – The Ecstasy and the Agony - Andy, Nicks Ehemann (18. Oktober 2010)

## Theater

### Broadway
King Lear – 11. Februar – 18. April 2004
- Rolle: Curan; Duke of Burgundy u/s
- von William Shakespeare / Regie: Jonathan Miller

The Coast of Utopia Pts. 1,2 & 3
- 1. Teil: Voyage – 17. Oktober 2006 – 13. Mai 2007
- 2. Teil Shipwreck – 16. Dezember 2006 – 13. Mai 2007
- 3. Teil Salvage – 30. Januar – 13. Mai 2007
- Rollen: Polevoy; Louis Blanc; Vetoshnikov; Herzen u/s
- von Tom Stoppard / Regie: Jack O’Brien

### Off-Broadway
Much Ado About Nothing – 21. April – 15. Juni 2002
- Rolle: Don John the Bastard
- von William Shakespeare / Regie:Shepard Sobel

Romeo and Juliet – 23. April – 16. Juni 2002
- Rolle: Benvolio
- von William Shakespeare / Regie: J.R. Sullivan

### Regional

#### Vermont Shakespeare Company (VSC)
Twelfth Night – 6. – 8. Juli 2006
- Rolle: Orsino
- von William Shakespeare / Regie: John Nagle

Much Ado About Nothing – 12. – 15. August 2010
- Rolle: Benedick/Watchman
- von William Shakespeare / Regie: John Nagle

#### Contemporary American Theater Festival (CATF)
Farragut North – Juli 2009
- Rolle: Stephen Bellamy
- von Beau Willimon / Regie: Ed Herendeen

Yankee Tavern – Juli 2009
- Rolle: Adam
- von Stephen Dietz / Regie: Liesl Tommy

#### Baltimore Center Stage
Misalliance – 3. Oktober – 2. November 2003
- Rolle: Joey Percival
- von George Bernard Shaw / Regie: Irene Lewis

Picnic – 14. Mai – 20. Juni 2004
- Rolle: Alan Seymour
- von William Inge / Regie: Irene Lewis

The Voysey Inheritance – 29. April – 5. Juni 2005
- Rolle: Edward Voysey
- von Harley Granville Barker / Bearbeitung: Gavin Witt / Regie: Irene Lewis

#### Cincinnati Playhouse
Ah, Wilderness! – 16. Oktober – 15. November 2002
- Rolle: Arthur Miller
- von Eugene O’Neill / Regie: Edward Stern

#### Caldwell Theater
The Countess – März 2003
- Rolle: John Everett Millais
- von Gregory Murphy / Regie: Michael Hall

#### Alley Theater Houston
Keith Reddin’s Synergy – 2. Februar – 4. März 2001
- Rolle: Marc
- von Keith Reddin / Regie: Karen Kohlhaas

#### Alabama Shakespeare Festival
A Month in the Country
- Rolle: Aleksey
- von Ivan Turgenev / Regie: David Gardiner

A Christmas Carol
- Rolle:
- von Charles Dickens / Regie:

Troilus and Cressida – 1999
- Rolle:
- von William Shakespeare / Regie: Kent Gash

Love’s Labour’s Lost – August 2000
- Rolle: Berowne
- von William Shakespeare / Regie: Edmond Williams

#### Hudson Stage Company
37 Postcards – 12. – 28. Oktober 2001
- Rolle:
- von Michael McKeever / Regie: Dan Foster

#### Center Stage NY
The Captives – Mai 2001
- Rolle: John
- von Pancho Gutstein / Regie: Sonia Arrubla